# Le Mystérieux Cercle Benedict
 (mai 2021).
Le Mystérieux Cercle Benedict est un roman de Trenton Lee Stewart paru en 2007 aux États-Unis et en février 2013 en français chez Bayard Jeunesse.

## Liste des livres
1. Le Mystérieux Cercle Benedict, Bayard Jeunesse, 2013 ((en) The Mysterious Benedict Society, 2007), trad. Jean-Baptiste Dupin, 541 p.  (ISBN 978-2-7470-3436-4)
2. Le Mystérieux Cercle Benedict et le Périlleux Voyage, Bayard Jeunesse, 2013 ((en) The Mysterious Benedict Society and the Perilous Journey, 2008), trad. Jean-Baptiste Dupin, 491 p.  (ISBN 978-2-7470-3437-1)
3. Le Mystérieux Cercle Benedict et le Dilemme du prisonnier, Bayard Jeunesse, 2014 ((en) The Mysterious Benedict Society and the Prisoner's Dilemma, 2009), trad. Jean-Baptiste Dupin, 404 p.  (ISBN 978-2-7470-3438-8) Jean-Baptiste Dupin, 404 p.

## Résumé
Une annonce parait dans le journal annonçant que l'on recherche des enfants pour un mystérieux projet. Reynie décide de répondre et est sélectionné après plusieurs examens incongrus avec trois autres enfants Kate, Sticky et Constance. Les quatre enfants vont rencontrer M. Benedict, un savant narcoleptique, qui va leur donner comme mission d'infiltrer un pensionnat tenu par M. Curtain, un savant fou que M.Benedict soupçonne d'avoir créé un système de contrôle d'esprit.

## Adaptation en série
Une série télévisée éponyme est diffusée sur Disney+ depuis le 25 juin 2021.